# Blå lagunen, Gotland

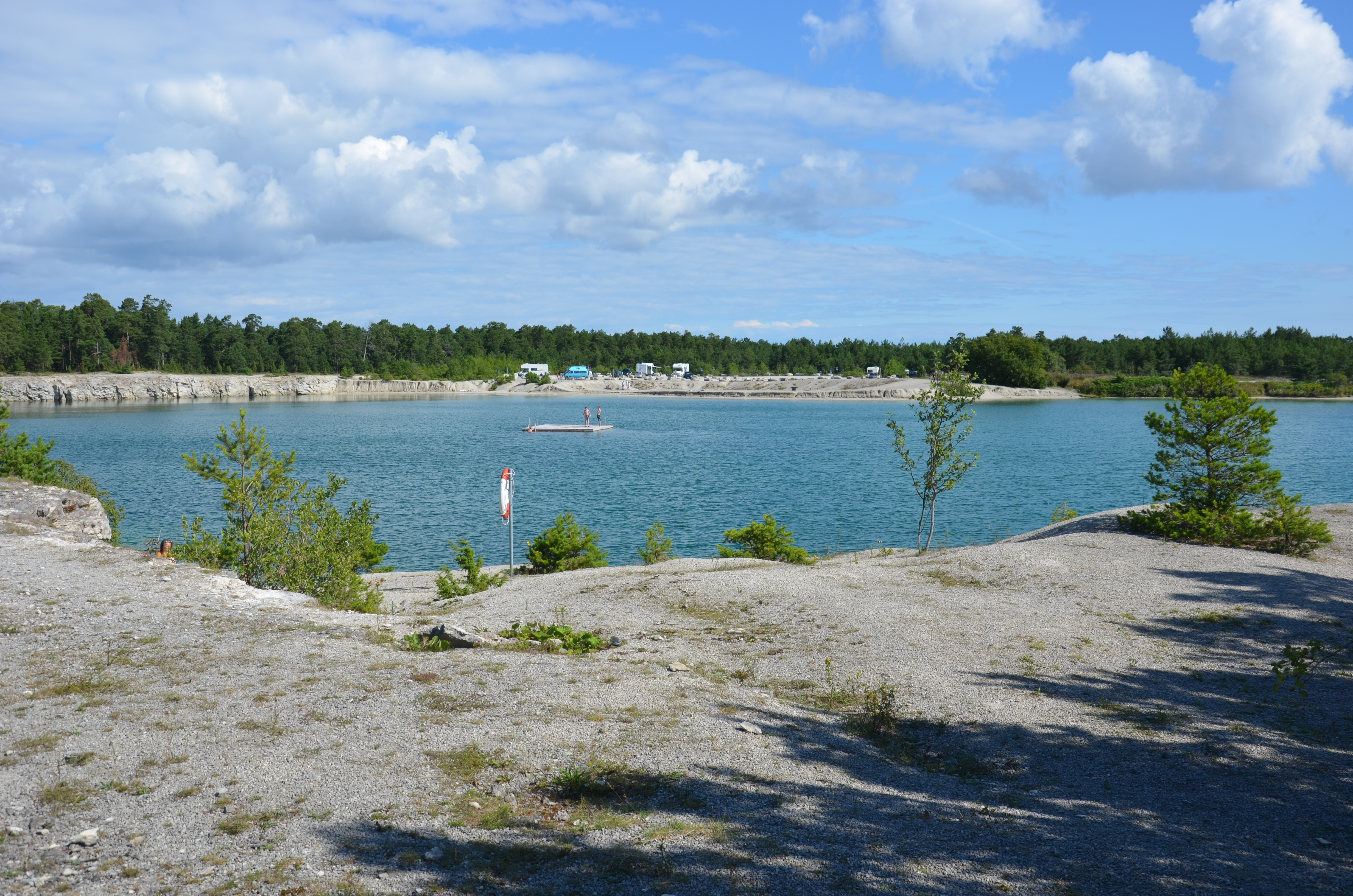
Badplatsen vid Blå lagunen

Blå Lagunen på Gotland är ett nedlagt kalkbrott som har vattenfyllts och gjorts om till en badplats och ligger på Gotlands nordligaste spets nära Ar. 
Kalkbrottet ligger i naturreservatet Bästeträsk. Vattenprover tas regelbundet under badsäsongen för att säkerställa vattenkvaliten. Blå Lagunen är registrerat som ett EU-bad och en officiell badplats. 